# Беляев, Михаил Александрович
Беля́ев Михаи́л Алекса́ндрович (род. 8 ноября 1967) — российский военнослужащий, старший лётчик-испытатель акционерного общества «Российская самолётостроительная корпорация „МиГ“», Герой Российской Федерации (2017).

## Биография
Родился 8 ноября 1967 года в Саратове в семье военнослужащего. Русский. Проходил обучение в школах Московской области, Иркутска и Германии.
На службе в Вооруженных силах с 1984 года. В период с 1984—1988 г. проходил обучение в Черниговском высшем военном авиационном училище лётчиков им. Ленинского комсомола. Свой первый полет совершил в 17 лет на учебно-тренировочном реактивном самолёте Л-39. По окончании обучения получил класс «лётчик-истребитель». Служил в строевых ВВС на МиГ-23, позднее переучился на МиГ-29 и за пять лет стал военным лётчиком 1-го класса.
В 1995 году окончил Центр подготовки лётчиков-испытателей (ЦПЛИ) Государственного лётно-испытательного центра (ГЛИЦ) имени В. П. Чкалова Министерства обороны РФ в Ахтубинске. В 1995-1996 годах — на лётно-испытательной работе в ГЛИЦ имени В. П. Чкалова.
В 1996 году майор Беляев был отобран для лётно-испытательной работы в Российской самолётостроительной корпорации «МиГ». Участвовал в испытаниях самолётов МиГ-31, МиГ-29М2, МиГ-29СМТ, МиГ-29К, МиГ-29КУБ, МиГ-35, МиГ-29М ОВТ, МиГ-АТ, МиГ-23, МиГ-27 и их модификаций, а также пассажирского Ил-103. Поднял в небо и провёл испытания МиГ-29КУБ (20.01.2007; вместе с П. Н. Власовым) и МиГ-35 (26.01.2017; вместе с С. В. Горбуновым).
Указом Президента Российской Федерации № 119 от 20 марта 2017 года за мужество и героизм, проявленные при испытании новой авиационной техники, Беляеву Михаилу Александровичу присвоено звание Героя Российской Федерации с вручением знака особого отличия — медали «Золотая Звезда».
Демонстрировал высший пилотаж на МиГ-29 ОВТ на многих международных авиационных салонах — Фарнборо (2006 год), Ле Бурже, Берлин, Бангалор, Триполи, МАКС-2007, Дубай (2007 год).

## Награды и почётные звания
- Герой Российской Федерации (20 марта 2017 года) — за мужество и героизм, проявленные при испытании новой авиационной техники;
- Орден Мужества (10 апреля 2006 года)